# ناصر الفهد (رياضي)
ناصر الفهد لاعب كرة قدم سعودي سابق.
هو ناصر إبراهيم عبد الله الفهد من مواليد 1969م في العاصمة الرياضة وسط السعودية, لاعب سابق في نادي النصر والمنتخب السعودي.
تدرّج ناصر في فئة النصر السنية من البراعم ووصولاً للفريق الأول. كان أول موسم له مع الفريق الأول في عام 1406هـ حيث تفاجأت الجماهير النصراوية بلاعب جديد يترك بصمة في كل مباراة يلعبها، حيث سجّل في بطولة الدوري أكثر من 5 أهداف وهو رقم كبير للاعب يبلغ عمره 18 عاماً ولأول مرة يشارك في بطولة الدوري.
حصد ناصر الفهد الكثير من البطولات مع نادي النصر بل وساهم فيها بفعالية كبيرة، أبرز مميزاته هي السرعة واللعب في عدة مراكز مثل المحور والظهير الأيسر والوسط الأيسر. وكان قد مثّل منتخب الناشئين في مونديال الصين 85م ومنتخب الشباب في مونديال تشيلي 87م.
من أهدافه التي لا تُنسى في مرمى إيمي الكازاخستاني ضمن بطولة كأس آسيا للأندية حيث سدّد كرة من مسافة بعيدة وساهمت في تأهّل النصر لدور الثمانية من البطولة.

## اعتزاله
بعد مسيرة حافلة بالبطولات مع النصر قرر ناصر الفهد آعلان اعتزاله الكرة عام 1416هـ والتفرّغ لعمله الرسمي وهو معلم تربية بدنية في إحدى مدارس الرياض.
وفي عام 1433هـ عاد ليعمل مع نادي النصر كمدرب في فئة البراعم، وساهمت إقالة مدرب الفريق الأول كوستاس في عمله كمساعد للوطني علي كميخ وقاد مباراة واحد كمدرب مع النصر كانت ضد القادسية في الدور الأول من بطولة الدوري وانتهت بفوز القادسية 2-1.

## إسهاماته مع النصر
- الحصول على كأس دوري خادم الحرمين الشريفين ثلاث مرات أعوام 1409, 1414, 1415
- الحصول على كأس الملك ثلاث مرات أعوام 1406, 1407, 1410
- الحصول على كأس الخليج للأندية 1416